# 姉とボイン
『姉とボイン』（あねとボイン）は、2004年10月29日にG.J?より発売されたアダルトゲーム、及びそれを原作としたアダルトアニメ、官能小説（ジュブナイルポルノ）。

## 解説
10人の巨乳姉に囲まれたバラ色エッチ生活を描く18禁お手軽エッチアドベンチャーゲーム。本作には元々大きい姉たちの胸をさらに大きくできる"乳（にゅー）タイプモード"のほかに、姉たちのデータを記録する「姉観察ノート」という機能が搭載されている。また、Hシーン以外の演出にも力が入っており、会話シーンをコミカルに演出する"お茶の間フラッシュタイム"も搭載されている。

## ストーリー
花丸慶介は5人の姉たちからかわいがりをうけていた。時には性的な誘惑もある生活に嫌気がさして家出するが、1か月で連れ戻されてしまう。
帰宅早々、実は自分は拾われた子供で姉たちの血の繋がりがないことを知らされる。驚愕の事実に腰を抜かしつつ慶介、しかも姉の人数が増えており、彼女達はその理由をなかなか明かしてくれない。かくして、慶介は複雑な気持ちのまま、ハーレム生活を続ける羽目になった。

## 登場人物

### 主人公
花丸 慶介（はなまる けいすけ）
声 - 城木翔（アダルトアニメ版のみ）
主人公。5人の姉達とは数々の思い出をもち、時にはストレス解消の道具に使われ、時には風呂場で背中を流され、時には誘惑されたりと性的な悪戯も受けてきた。
姉たちのかわいがりに嫌気がさして家出するが、「退屈だから」という理由でわずか1か月で連れ戻されてしまう。
連れ戻された後は姉の数が5人から10人に増えており、一軒家で10人の巨乳（姉）に囲まれる生活が始まった。

### ヒロイン

#### 旧姉妹
ももこ
声：長崎みなみ/ 風音
花丸家長女で、炊事と洗濯を担っている。既婚者だが実家に戻ってきた。
りんご
声：北都南/同左
花丸家三女で、慶介家出前は次女。
普通の大学生のようだが、実はスリルを求めており、猥褻なウェブサイトを覗くのが趣味。
れもん
声：西田こむぎ/同左
花丸家の五女で、慶介家出前は三女。慶介への愛情にあふれている。
みかん
声：芹園みや/同左
花丸家の八女で、慶介家出前は四女。姉らしく振舞おうとしてよく失敗する。
びわ
声：中島千春/同左
花丸家の十女で、慶介家出前は五女だった。古風な性格をしている一方、慶介に対しては過保護になっている。

#### 新姉妹
餡禰（あんね）
声：北都南/同左
花丸家七女。怖いものが苦手であるにもかかわらず、小さな頃から第六感が発達しておりオカルトに詳しい。また、男嫌いで、慶介に八つ当たりすることが多い。
薰子（かおるこ）
声：中島千春/同左
花丸家次女。外と家での落差が激しい。
瑠璃栖（るりす）
声：長崎みなみ/ 風音
花丸家六女。同人サークルを運営するほどかなりのオタクであり、慶介を同人誌のネタにしようとしている。
時子（ときこ）
声：西田こむぎ/同左
花丸家四女。得体のしれない雰囲気を醸し出す美女であり、無機質な印象もある。
琴菜（ことな）
声：芹園みや/同左
花丸家九女。勉強熱心なメガネっ娘。

## スタッフ
- 原画：佐野俊英
- シナリオ：水栽培マン、コンバットH前
- 音楽：Tutti's

## 制作
本作は企画会議の中で冗談として出てきた「巨乳姉」がきっかけで誕生した。「乳タイプモード」は、好みのおっぱいを選択できるのは必須であるというブランド側の考えから導入された。

## 関連作品

### アダルトアニメ
原作と同じタイトルで、2005年から2006年にかけてMilkyより発売された。全2話。
スタッフ
- 原作 - G.J?
- プロデューサー - 村上幸太郎
- アニメーションプロデューサー - 晴倉仁
- 絵コンテ・演出・キャラクターデザイン・作画監督 - 荒木英樹
- 脚本 - ももいおさむ
- 色彩設定・色指定 - 目高しげる
- 美術監督 - 八街ケイン
- 背景 - さくらと一郎
- 撮影監督 - 箕輪直人
- 撮影 - A.沖田泰章
- 特殊効果 - 遠藤真一郎
- 編集 - 田熊純
- 音響監督 - 中川達人
- 音楽プロデューサー - うずまきまさお
- 制作担当 - 聖三平
- アニメーション制作 - フレーバーズ・ソフト
- 監督 - 荒木英樹（Vol.1）、中澤アユム（Vol.2）
- 製作・発売 - Milky
- 販売 - GPミュージアムソフト

各話リスト
- 姉とボイン Vol.1（2005年12月25日発売）
- 姉とボイン Vol.2（2006年7月25日発売）

### ジュブナイルポルノ
- 『姉とボイン』（パラダイム〈パラダイムノベルス252〉、2005年3月25日発売） ISBN 978-4894907522
  - 著：谷口東吾
  - イラスト：佐野俊秀
  - 監修：G.J?